# Lex Jacoby

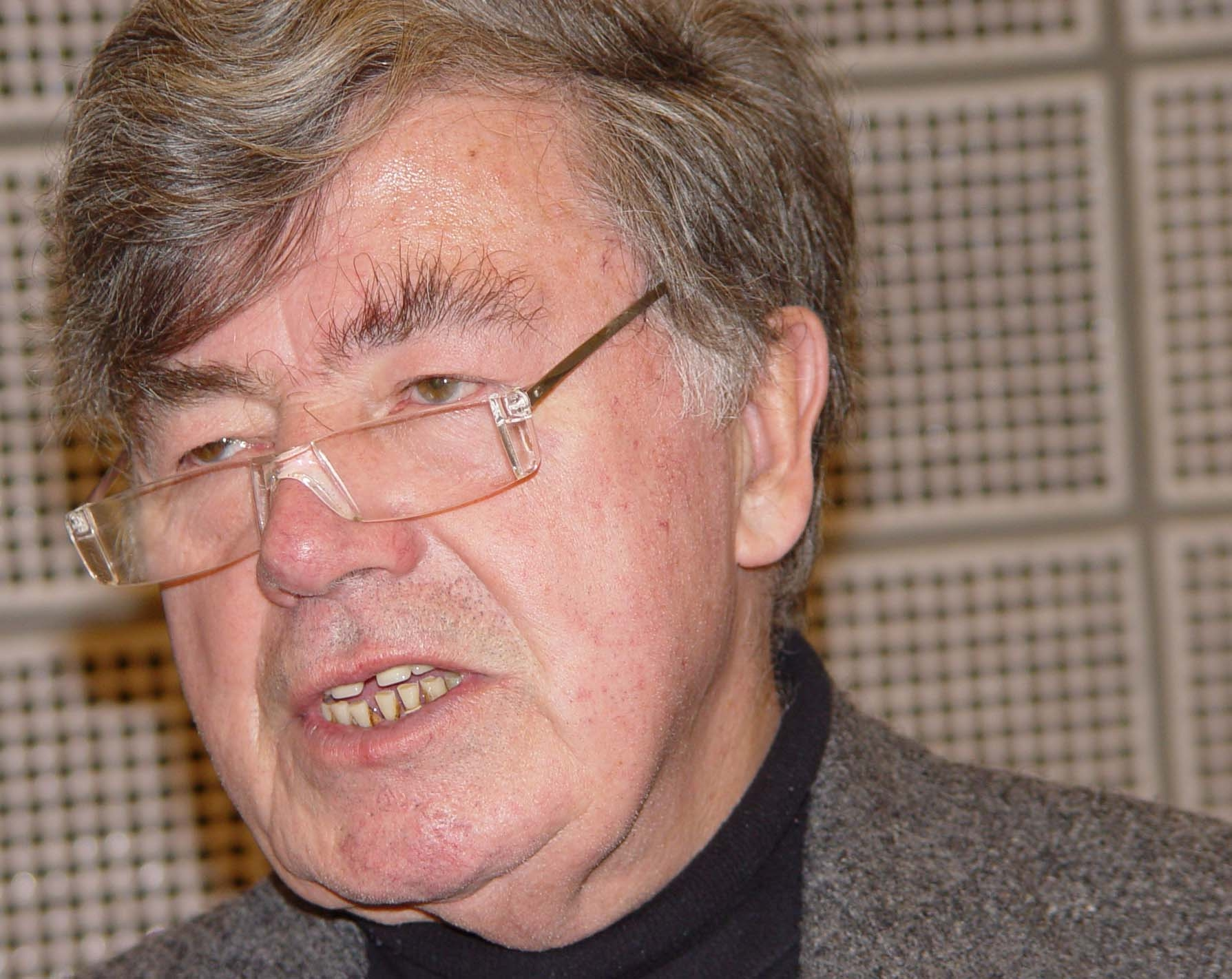
Lex Jacoby (2006)

Alex (Lex) Jacoby (Junglinster, 28 februari 1930 – 20 november 2015) was een Luxemburgse schrijver.

## Leven en werk
Lex Jacoby was het grootste deel van zijn leven leraar te Clervaux. Sinds 1951 leverde hij een groot aantal bijdragen aan verschillende Luxemburgse tijdschriften, waaronder Die Warte, D'Lëtzebuerger Land, Les Cahiers luxembourgeois en Nos cahiers. Hij was de uitgever van het culturele tijdschrift De Cliärrwer Kanton. 
Jacoby debuteerde in 1952 met Die Sehnsucht des Schamanen, een verzameling gedichten en korte poëtische verhalen. Thema's die ook in zijn latere werk een grote rol zouden spelen waren hierin al te vinden, zoals het spanningsveld tussen reizen en thuis zijn en een verbondenheid met de natuur, het landschap en de seizoenen. Na twee Franstalige dichtbundels hebben gepubliceerd, koos Jacoby ervoor om voornamelijk in het Duits te schrijven. Zijn latere werk wordt gekenmerkt door zijn vermogen om het onwaarschijnlijke, toevallige en alledaagse te registreren. Jacoby combineerde zijn voorliefde voor reisverhalen en dagboeken in verschillende werken, zoals in Spanien heiter bis wolkig (1994). Verder publiceerde hij de romans Logbuch der Arche (1988),  Wie nicht ganz schwarzer Kohlenstein (2001) en Die Deponie (2006).
Jacoby werd voor zijn werk tweemaal onderscheiden: voor zijn novelle Der Fremde (1954) met de Luxemburgse Prix de littérature en voor zijn verhalenbundel Wasserzeichen (1995) met de Servaisprijs.

## Publicaties (selectie)
- 1952: Die Sehnsucht des Schamanen (gedichten en korte verhalen)
- 1954: Der Fremde (novelle)
- 1960: Les feuilles (gedichten, Frans)
- 1962: Le Pavot blanc (gedichten, Frans)
- 1963: Der Grenzstein (feuilletons)
- 1980: Nachts gehen die Fische an Land (vertelling)
- 1988: Logbuch der Arche (roman)
- 1990: Der fromme Staub der Feldwege (vertelling)
- 1994: Spanien heiter bis wolkig
- 1995: Wasserzeichen (verhalen)
- 1995: Peintres et sculpteurs de l'Oesling, met Léopold Hoffmann
- 2000: Remis in der Provence
- 2001: Wie nicht ganz schwarzer Kohlenstein (roman)
- 2003: Das Herz von Kopstal
- 2003: L’arche espagnole (Frans)
- 2006: Die Deponie (roman)

- Bibliothèque nationale de France: cb135300211 (data)
- Gemeinsame Normdatei: 140232524
- International Standard Name Identifier: 0000 0001 0966 0660
- Library of Congress Control Number: no2017045664
- Nationale Bibliotheek van Tsjechië: jx20090709002
- Système universitaire de documentation: 137614128
- Virtual International Authority File: 42000856
- WorldCat: E39PBJt8mbJMVYBf6DxXjhYXVC